# No Colours Records
No Colours Records je německé hudební vydavatelství založené roku 1993 Steffenem Zopfem. Sídlí v saském městě Colditz, v nedalekém městečku Mügeln má poštovní přihrádku. Zaměřuje se na black metalovou scénu, ale vydává i death metalovou a thrash metalovou hudbu.
No Colours Records vydává i kapely orientované na krajní pravici (NSBM scéna). Mezi známé hudební skupiny tohoto vydavatelství patří mj. Dimmu Borgir, Falkenbach, Inquisition a Satanic Warmaster.
Na vydaných nahrávkách používá katalogové číslo se zkratkou NC.

## Seznam kapel
Seznam vybraných kapel, jejichž alba vyšla u No Colours Records.
- Absurd (Německo)
- Abyssic Hate (Austrálie)
- Age of Agony (Maďarsko)
- Be Persecuted (Čína)
- Darkestrah (Kyrgyzstán)
- Dimmu Borgir (Norsko)
- Elite (Norsko)
- Falkenbach (Německo)
- Forgotten Woods (Norsko)
- Graveland (Polsko)
- I Shalt Become (USA)
- Inquisition (Kolumbie/USA)
- Intestine Baalism (Japonsko)
- Judas Iscariot (USA)
- Kladovest (Ukrajina)
- Krieg (USA)
- Nargaroth (Německo)
- Nokturnal Mortum (Ukrajina)
- Nyktalgia (Německo)
- Orenda (Bulharsko)
- Pest (Švédsko)
- Satanic Warmaster (Finsko)
- Those Who Bring the Torture (Švédsko)
- Tuman (Maďarsko)
- Urgehal (Norsko)
- Weltmacht (USA)
- Woodtemple (Rakousko)